# الروضة (بلبيس)
الروضة إحدى قرى مركز بلبيس التابع لمحافظة الشرقية في جمهورية مصر العربية.

## السكان
بلغ عدد سكان الروضة 2,811 نسمة، حسب الإحصاء الرسمي لعام 2006.